# Corea del Sur en los Juegos Paralímpicos de Tel Aviv 1968
Corea del Sur estuvo representada en los Juegos Paralímpicos de Tel Aviv 1968 por cinco deportistas masculinos. El equipo paralímpico surcoreano no obtuvo ninguna medalla en estos Juegos.